# Helena Maria da Sérvia
A rainha Helena Maria (em sérvio, Мара Бранковић / Mara Brankovic), foi uma rainha nominal da Sérvia por alguns meses entre 1458 e 1459. Em seu nome, foi feito regente seu tio Estêvão, irmão de seu pai, Lázaro II.
Para tentar salvar a Sérvia dos invasores turcos, Helena Maria desposou o rei Estêvão Tomašević da Bósnia em 1459. No mesmo ano, porém, os turcos conseguiram derrotar e anexar a Sérvia como um reino vassalo, depondo o casal. Sob proteção dos húngaros, alguns nobres sérvios conseguiram reconstituir um estado no norte do país, no atual território da Voivodina e da Sírmia. Lobo Gargurevitch, neto de Jorge I, foi o primeiro goverante desse estado.

## Juventude
Maria era a mais velha de três filhos de Lazaro Branković, filho do déspota da Sérvia, Đurađ Branković. Sua mãe era a esposa de Lazar, Helena Paleóloga. Nascida provavelmente em 1447, Maria foi batizada de Helena. Duas irmãs a seguiram: Milica e Irene.
Lazar sucedeu seu pai como déspota em 24 de dezembro de 1456, mas seu reinado foi interrompido por sua morte em 28 de janeiro de 1458. Despoina Helena e o irmão de Lazar, Stefan, tomaram o poder e começaram a negociar um casamento entre sua filha mais velha e Estévão Tomašević, o filho sobrevivente mais velho do rei Tomás da Bósnia. A intenção era consolidar uma aliança contra a ameaça da expansão do Império Otomano, que já havia reduzido o Despotado da Sérvia a uma faixa de terra governada pela Fortaleza de Smederevo. Stephen Tomašević chegou a Smederevo durante a Semana Santa de 1459, assumindo a fortaleza e o governo em 21 de março. O casamento foi celebrado em 1º de abril, no primeiro domingo após a Páscoa. A noiva logo depois se juntou à Igreja Católica e adotou o nome Maria.